# Mistrzostwa Świata w Narciarstwie Szybkim 2011
Mistrzostwa Świata w Narciarstwie Szybkim 2011 były to kolejne mistrzostwa świata w narciarstwie szybkim. Odbbyły się w dniach 16–21 kwietnia 2011 r. w Szwajcarskim mieście Verbier. W rywalizacji mężczyzn wystartował jeden Polak – Jędrzej Dobrowolski, który zajął 11. miejsce, pierwsze niedające prawa startu w finale.

## Wyniki

### Mężczyźni
| Konkurencja | Data        | Złoto          | Czas/Pkt | Srebro       | Czas/Pkt | Brąz           | Czas/Pkt |
| Przejazd    | 21 kwietnia | Simone Origone | 211.67   | Ivan Origone | 209.70   | Bastien Montes | 209.69   |

### Kobiety
| Konkurencja | Data        | Złoto            | Czas/Pkt | Srebro         | Czas/Pkt | Brąz            | Czas/Pkt |
| Przejazd    | 21 kwietnia | Karine Dubouchet | 204.05   | Linda Baginski | 203.13   | Sanna Tidstrand | 202.70   |

## Tabela medalowa
| Lp. | Państwo | złoto | srebro | brąz | razem |
| --- | ------- | ----- | ------ | ---- | ----- |
| 1.  | Włochy  | 1     | 1      | 0    | 2     |
| 2.  | Francja | 1     | 0      | 1    | 2     |
| 3.  | Szwecja | 0     | 1      | 1    | 2     |